# Konflikt w prowincji Kiwu
Konflikt w prowincji Kiwu – kolejna odsłona wojen w Demokratycznej Republice Konga trwająca od 2004 do 23 marca 2009 pomiędzy dowodzonymi przez Laurenta Nkundę siłami Tutsi pod sztandarem Narodowego Kongresu na rzecz Obrony Ludu a armią rządową Demokratycznej Republiki Konga, zakończona pokonaniem partyzantów, a także rebelią Ruchu 23 Marca w latach 2012–2013.

## Zarys sytuacji
Od czasu uzyskania niepodległości w 1960 przez DR Kongo sytuacja w tym kraju jest niestabilna. Obszarami najbardziej dotykanymi przez wojny domowe, konflikty etniczne, grabieże i pospolitą przestępczość są wschodnie terytoria państwa, ze szczególnym uwzględnieniem prowincji Kiwu oraz Ituri. Na terenach tych znajdują się m.in. złoża diamentów i złota.
W wyniku Kryzysu Wielkich Jezior dwa miliony uchodźców z plemienia Hutu zamieszkujących Rwandę uciekło przed możliwym odwetem po przejęciu przez Rwandyjski Front Patriotyczny władzy w Rwandzie w lipcu 1994 roku. Wśród uciekinierów byli członkowie Interahamwe, którzy w 1994 roku dokonali ludobójstwa na członkach plemienia Tutsi.
W latach 1996–1997 w Kongu miała miejsce I wojna domowa, w wyniku której obalony został pierwszy, wieloletni prezydent Zairu Mobutu Sese Seko. Nazwę państwa Zair przemianowano na Demokratyczną Republikę Konga.
Laurent-Désiré Kabila w maju 1997 ogłosił się prezydentem Demokratycznej Republiki Konga. Po objęciu władzy nowy prezydent był podejrzewany o korupcje, a jego rządy zostały porównane do władzy prezydenta Mobutu. Wiele prodemokratycznych grup odstąpiło od popierania prezydenta Kabila. Prezydent rozpoczął proces centralizacji władzy, który doprowadził do konfliktu z mniejszościami etnicznymi na wschodzie kraju.
W wyniku tego wybuchła II wojna domowa, trwająca w latach 1998–2003. W wojnie wzięło udział osiem afrykańskich krajów, którzy wycofując się pozostawili na terenie demokratycznej Republiki Konga wyszkolone bojówki niosące cierpienie ludności i śmierć. Do roku 2008 wojna i jej następstwa spowodowały śmierć 5,4 mln ludzi, głównie z powodów chorób i głodu; tym samym II wojna domowa w Kongu jest najkrwawszym konfliktem od zakończenia II wojny światowej. Miliony osób zostało wysiedlonych ze swoich domów lub starało się o azyl w sąsiednich krajach.

## Rebelia CNDP (2006–2009)

### Preludium
W 2004 roku Nkunda awansował na pułkownika. W tym samym roku wycofał się z armii i zaczął formować bojówki, którymi potem dowodził. W maju 2004 Laurent Nkunda przeprowadził selekcję swoich bojówek wśród członków plemiona Tutsi. Po zgłoszeniu się dużej liczby chętnych chłopów do wstąpienia w szeregi rebeliantów, Tutsi wymaszerowali na miasto Bukavu, które w następnie zajęli. Tam dowódca bojówkarzy Laurent Nkunda został oskarżony o ludobójstwo.
W 2005 Nkunda wezwał do obalenia rządu ze względu na kwitnącą korupcję i rosnącą liczbę żołnierzy, którzy opuszczali szeregi armii rządowej.

### 2006
W styczniu 2006 miały miało miejsce szereg starć między rebeliantami a siłami rządowymi DRK.
Po wyborach prezydenckich i parlamentarnych 30 lipca 2006 wywołał bunt części oddziałów, jednak ostatecznie zgodził się na zawarcie porozumienia i włączenie swoich wojsk w struktury armii rządowej. Orzekł również, że będzie respektować wyniki wyborów. Dalsze walki miały miejsce w sierpniu 2006 wokół miasta Sake. Do 25 listopada z miasta uciekło ponad 12 tys. cywilów. Statystyki pokazują, że w 2004 roku w mieście mieszkało 17 151 ludzi. Większość cywilów uciekło do Ugandy.
30 grudnia 2006 powołał organizację Narodowy Kongres na rzecz Obrony Ludu (CNDP), która zrzeszała zbuntowanych żołnierzy i ochotników do walki z rządem. W 2007 pod dowództwem Nkundy było 8–8,5 tys. milicjantów. Oficjalnym celem organizacji była obrona kongijskich Tutsich przed atakami bojówek Hutu.

### 2007
Na początku 2007 rząd próbował zintegrować swoje wojska z rebeliantami Tutsi. Nkunda jednak po raz kolejny zbuntował się wobec rządu. Rebelianci w 2007 roku prowadzili walki partyzanckie. 5 września 2007 śmigłowiec Mi-24 w wyniku ostrzału zabił 80 rebeliantów
Po tym incydencie rebelia znacznie ucichła, a rząd postawił ultimatum, mówiące o rozbrojeniu bojówek do 15 października. Kiedy Nkunda nie wykonał przedstawionego mu ultimatum, bo oskarżał Kinszasę o kontynuowanie ataków na jego wojska oraz o korzystanie z pomocy ukrywających się w dżunglach wschodniego Konga rebeliantów z plemienia Hutu z sąsiedniej Rwandy, 17 października prezydent Kabila wysłał tysiące żołnierzy do prowincji Kiwu. Najcięższe walki toczyły się wokół miast Rutshuru, Bukima, Bunagana, Nyanzale szacuje się, że w wyniku starć z regionów uciekło 370 tys. cywilów do Ugandy.
14 grudnia Nkunda ogłosił, że jest skory do rozmów pokojowych. Rozmowy pokojowe toczyły się w dniach 27 grudnia – 5 stycznia 2008, a także 6–14 stycznia 2008.

### 2008
W pierwszej turze rozmów Nkunda nie brał udziału, lecz po aresztowaniu kilku członków swoich jednostek na początku 2008 do owych rozmów przystąpił. Wynikiem rozmów był podpisany przez obie strony pokój w Demokratycznej Republice Konga 23 stycznia 2008.
Działania rwandyjskich bojówek Demokratycznych Sił Wyzwolenia Rwandy (FDLR), których członkowie to byli żołnierze rwandyjskiej armii oraz członkowie paramilitarnych bojówek Interahamwe, odpowiedzialni za ludobójstwo dokonane w Rwandzie, są oficjalną przyczyną dla której zbuntowany generał Laurent Nkunda rozpoczął swą rebelię w prowincji Północne Kiwu. Zdaniem Nkundy bojownicy Hutu prześladowali jego rodaków Banyamulenge (kongijski odłam plemienia Tutsi), a rząd nic nie robił by się temu przeciwstawić.
Nowe walki wybuchły 25 października 2008 roku, gdy gen. Laurent Nkunda podjął decyzję o przejęciu kongijskiego miasta Goma. Dzień później bojówki Nkundy zajęły całkowicie Park Narodowy Wirunga, który stał się bazą rebeliantów. Park, który został zajęty, leży na głównej drodze do Gomy, tak więc droga z północy kraju do tego miasta była odcięta. Komunikaty docierające z obszaru objętego działaniami militarnymi zawierały nieweryfikowalne informacje. Wiadomo jednak, że główne starcia toczyły się pomiędzy siłami Nkundy, lokalnymi rebeliantami i oddziałami z Rwandy. Walk unikał siły pokojowe ONZ stacjonujące na miejscu w ramach MONUC. Gdy armia Laurenta Nkundy 27 października stanęła u bram miasta Goma, ludność, która jeszcze pozostała w mieście (bowiem od czasu pierwszych walk z miasta uciekło 30 tys. ludzi) wszczęła ataki na konwoje ONZ, skandując „ci nic nie robią, by zatrzymać rebeliantów”.
29 października Nkunda ogłosił jednak jednostronne zawieszenie broni. Od tego momentu walki w prowincji częściowo ucichły. Rozejm, który wysunął Nkunda oficjalnie był ochroną mieszkańców Gomy przed dalszymi cierpieniami.

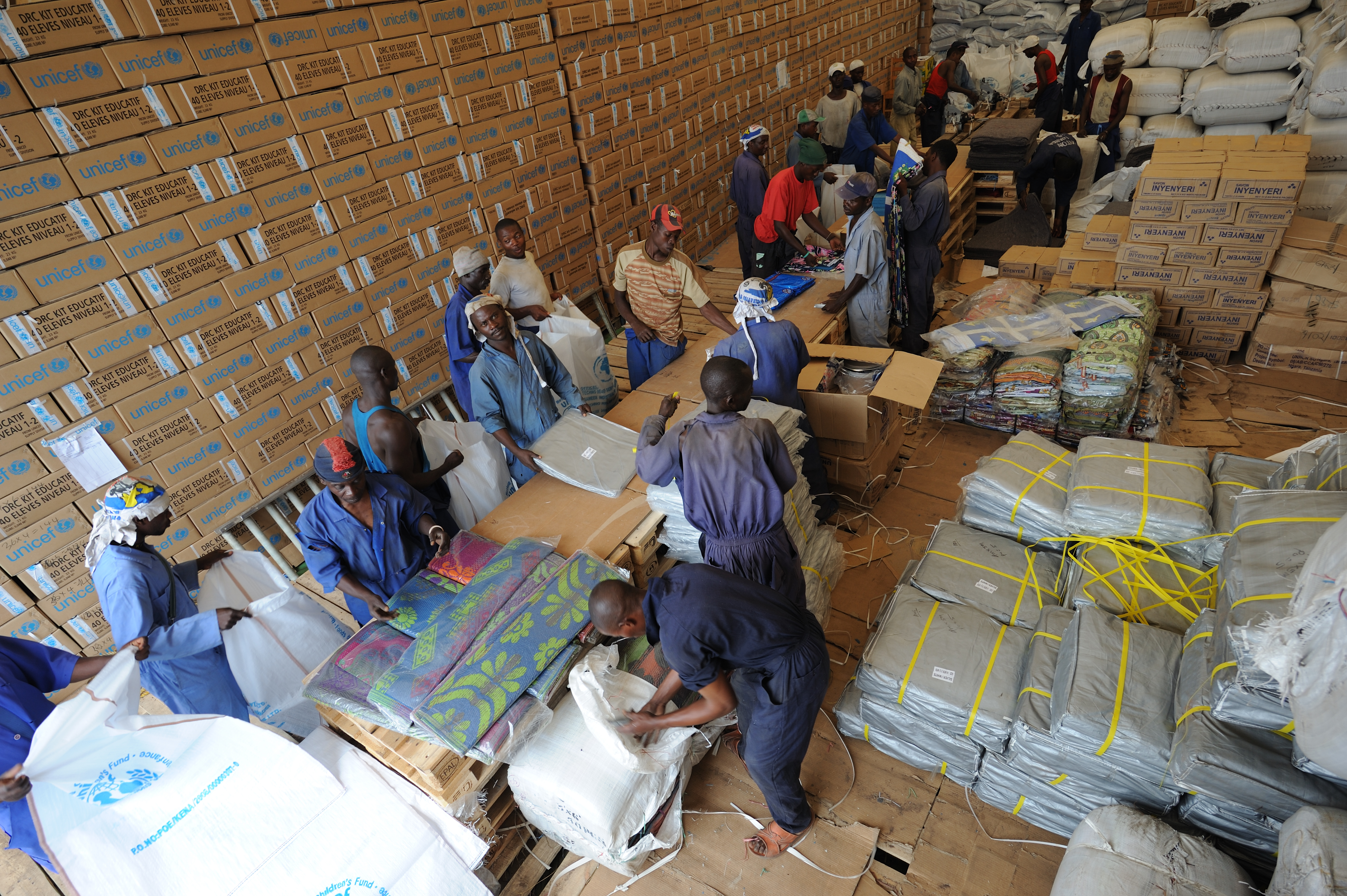
Obóz uchodźców UNICEF

31 października gen. Laurent Nkunda oświadczył, iż chciał zorganizować „korytarz pomocy humanitarnej” dla cywilów, a nie wysiedlić ich z miasta. Ponadto w Gomie działy się wręcz dantejskie sceny. Uciekający przed rebeliancką ofensywą żołnierze kongijskiej armii grabili, gwałcili i mordowali mieszkańców Gomy. Czerwony Krzyż ogłosił już humanitarną katastrofę.
4 listopada rząd w Kinszasie ogłosił, iż nie ma zamiaru rozmawiać z Nkundą, którego zresztą uznają za terrorystę. Z kolei podczas konferencji prasowej z 3 listopada Nkunda ponownie oskarżył rząd w Kinszasie o wspieranie rebeliantów z plemienia Hutu z sąsiedniej Rwandy.
Akcje militarne zostały wstrzymane jedynie częściowo wskutek rozejmu. Nie ustały one np. w rejonie miasta Kiwanja. Podczas trwania zasadniczego rozejmu, 4 listopada wybuchły nowe walki wokół Rutshuru z milicją Mai Mai (ochotnicza milicja składająca się głównie z plemion wrogich wobec Tutsich). Jednak podczas udziału walk milicji Mai Mai, armia rządowa nie brała udziału w starciach. Podczas walk o Rutshuru ogłoszono, iż zabito kongijskiego dziennikarza Alfreda Nzonzo Bitwahiki Munyamariza, lecz później się okazało, że uciekł wraz z rodziną przed wojną.
5 listopada rozpoczęła się bitwa o kontrolę nad miastem Kiwanja. Także tu, jak i w mieście Rutshuru, przeciwko rebeliantom Tutsi walczyli milicjanci Mai Mai i Demokratyczne Siły Wyzwolenia Rwandy złożone z Hutu. Podczas trwających walk rebelianci ostrzelali przeciwników głównie z broni moździerzowej. W trakcie trwania bitwy o Kiwanję 6 lipca nieopodal wioski Mabenga doszło też do uprowadzenia belgijskiego dziennikarza Thomasa Scheena pracujący dla niemieckiego „Frankfurter Allgemeine Zeitung” wraz z jego dwoma współpracownikami. Walki o miasto zakończyły się 7 listopada. Tego dnia w mieście doszło do samosądów. Dowódcy Mai Mai, stracili dwóch członków tej organizacji, którzy podobno zostali oskarżeni o zdradę i wspieranie bojowników Nkundy. Niektórzy mieszkańcy zaczęli powracać do swych domów po wycofaniu się rebeliantów z Kiwanji. W wyniku walk o miasto Kiwanji według Human Rights Watch zginęło 20 osób, a 33 zostało rannych.
Rankiem 6 listopada rozpoczęła się walka o kontrolę nad miejscowością Nyanzale. Bojówki Laurenta Nkundy zaatakowały armię kongijską, wspieraną wówczas przez milicję Mai Mai. Już w godzinach popołudniowych armia rządowa zaczęła się wycofywać po klęsce którą zadali bojownicy. Wraz z żołnierzami z miasta w popłochu ucieka tysiące cywilów.

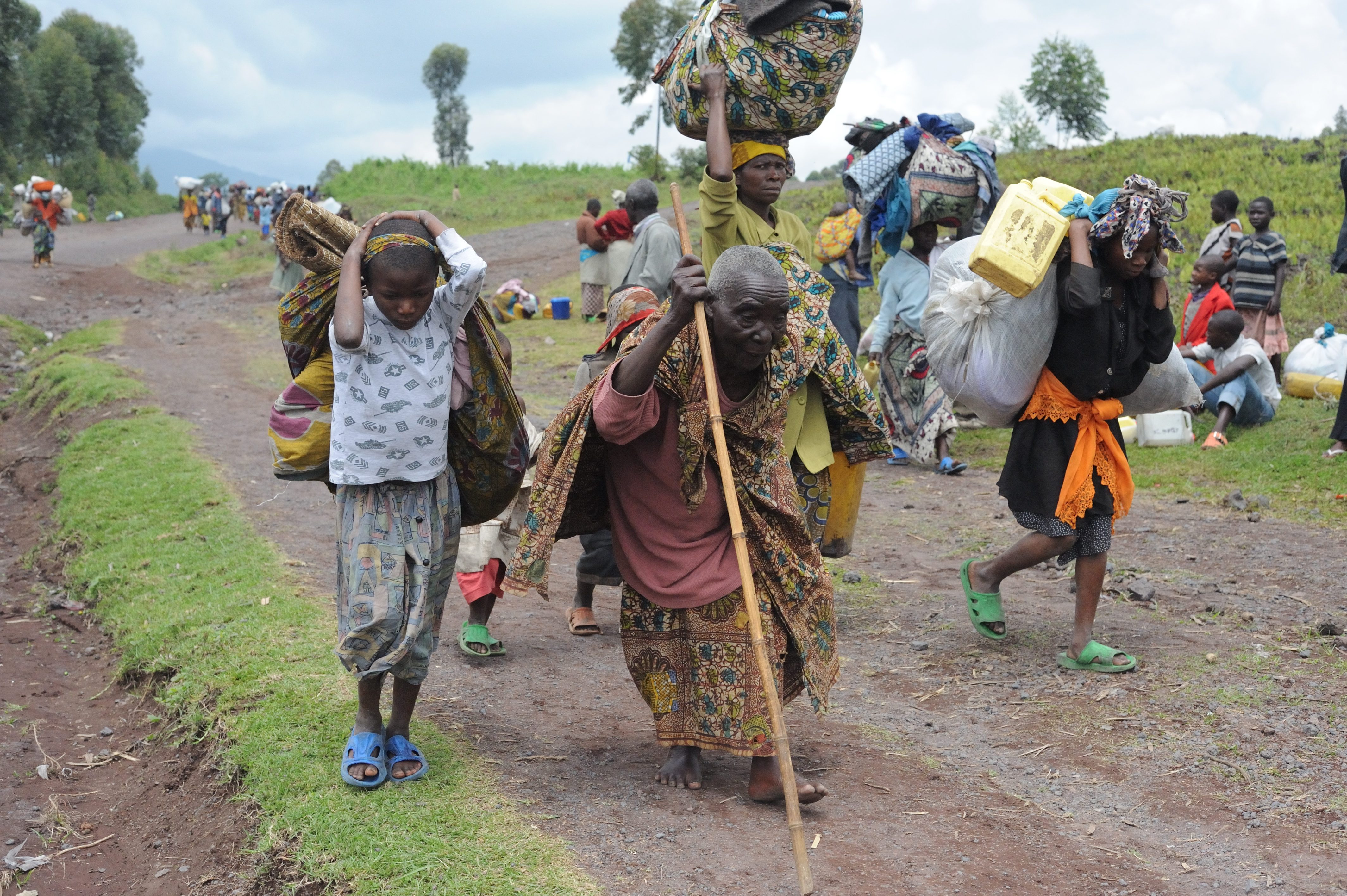
Uciekający cywile z wioski Kibati

7 listopada wojska rebeliantów podjęły atak na Kibati. W obu wymienionych miastach najprawdopodobniej doszło do masowych mordów na mieszkańcach. Ponadto gen. Nkunda zagroził, że w razie niepodjęcia bezpośrednich rokowań z rządem, rozpocznie ofensywę w kierunku stołecznej Kinszasy.
Rebelianci Nkundy, którzy w swoich szeregach jak się okazało posiadają najemników z Rwandy podążyli po atakach na Kibati i Nyanzale, na miasto Kanyabayonga, gdzie mieści się skrzyżowanie najważniejszych dróg prowincji. Armia rządowa w ogóle nie stawia oporu rebeliantom, a wręcz kilka dni przed wymarszem bojowników na miasto, żołnierze Kinszasy dokonali w Kanyabayonga grabieży i gwałtów, a także zabijali cywilów.

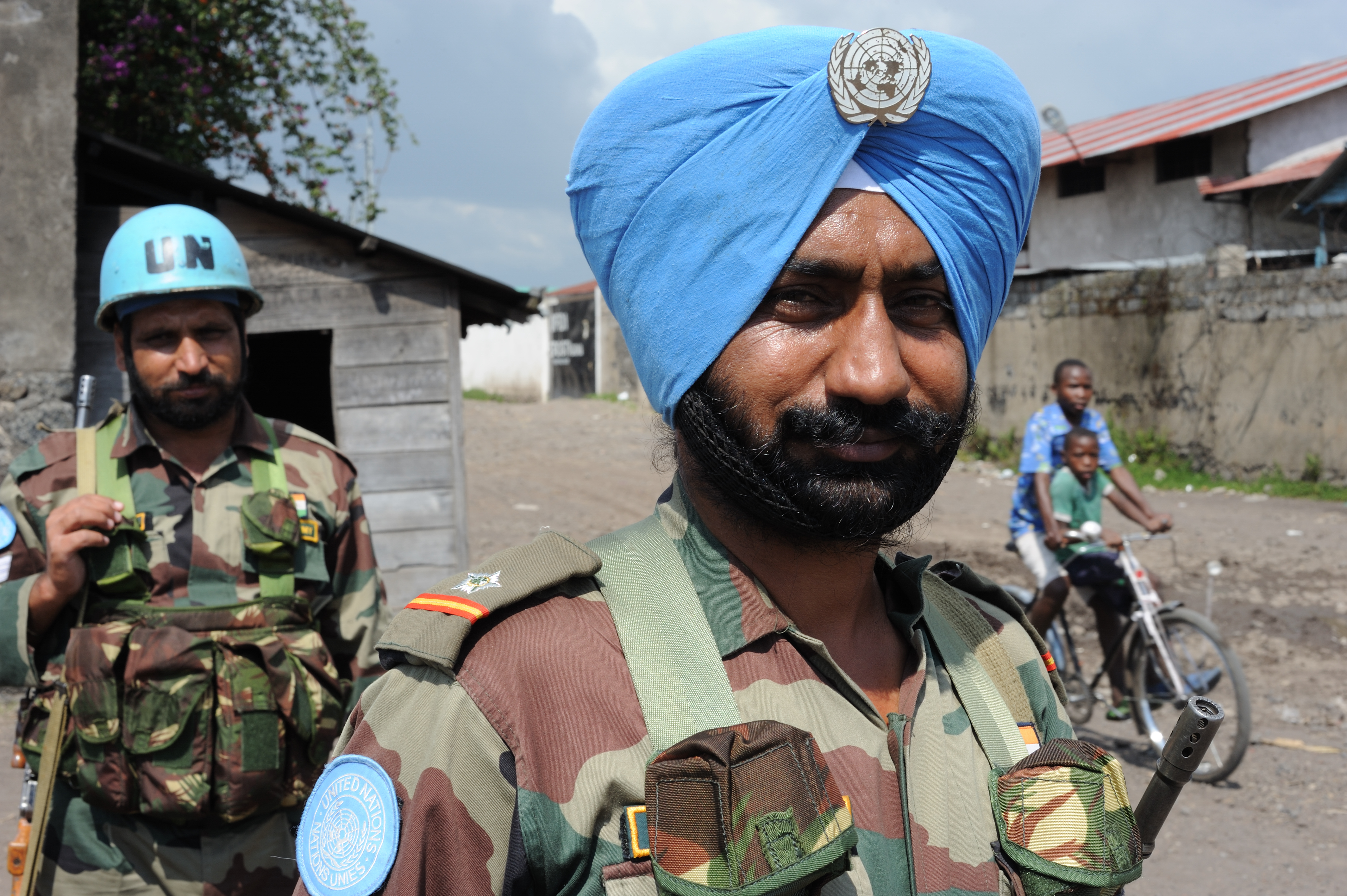
Żołnierz z Indii w składzie sił pokojowych ONZ

16 listopada doszło do rozmów specjalnego wysłannika ONZ z samym Nkundą. Generał Laurent Nkunda utrzymywał nadal, iż poprze zawieszenie broni z 29 października. W tym samym czasie odbyła się misja mediacyjna byłego prezydenta Nigerii, Oluseguna Obasanjo. Nkunda obiecał Obasanjowi, wszelkie starania ku zakończeniu wojny, a także przepuszczać przez swoje linie konwoje z pomocą humanitarną dla cywilów.
Mimo kolejnych rozmów pokojowych dzień później, 17 listopada padła szturmowana przez rebeliantów miejscowość Rwindi. W nocy z 16 na 17 listopada rozpoczęły się ciężkie działania artyleryjskie. Rebelianci nie potrzebowali wiele czasu aby pokonać armię rządową. Tak więc bojownicy zajęli kolejne miasto tym razem Riwindi leżące w Parku Narodowym Wirunga – 125 kilometrów na północ od stolicy prowincji Północne Kiwu, Gomy. Rwindi stanęło na drodze rebeliantów w drodze na miasto Kanyabayonga.
18 listopada Laurent Nkunda nakazał swym bojówkom wycofać się na dwóch odcinkach frontu walk na odległość 40 kilometrów. Powstałą w ten sposób strefę buforową w pobliżu miast Kanyabayonga i Kiwanja, mają zająć żołnierze ONZ.
18 listopada doszło do potyczki między armią rządową a milicją Mai Mai, która rzekomo starała się chronić bezbronnych cywilów. Gdy armia Nkundy znalazła się u bram miejscowości Kanyabayonga i ogłosiła powstanie strefy buforowej wokół miasta, armia rządowa rozpoczęła plądrowanie miast Kirumba i Kayna. To zjawisko to nie nowość w tej wojnie kongijskiej. Słabi i nie wyszkoleni żołnierze, nie mogąc stawić czoła rebeliantom, odgrywali się na cywilach, których mordowali i gwałcili. Taką sytuację nie akceptowali milicjanci Mai Mai, którzy pochodzili z tego samego plemiona jak większość cywilów – Hutu.

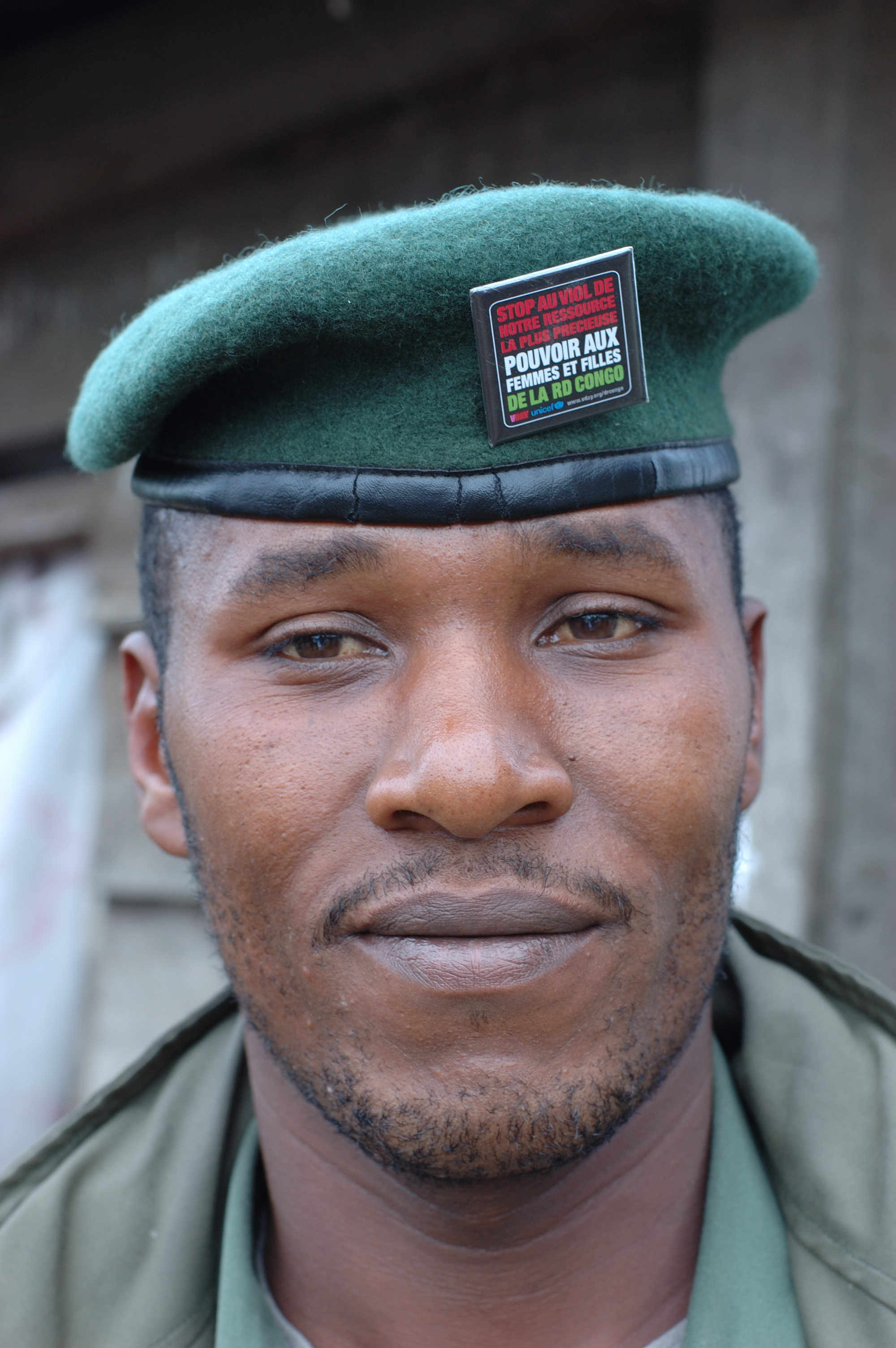
Jeden z rebeliantów Nkundy

20 listopada Rada Bezpieczeństwa ONZ jednogłośnie zgodziła się na zwiększenie kontyngentu ONZ w DR Konga. Do rejonu wojny zostanie wysłanych dodatkowo 3085 żołnierzy ONZ. To reakcja na krytyczną sytuację humanitarną, rozboje armii rządowej i rekrutację dzieci do wojska.
23 listopada w rejonie strefy buforowej otwarto humanitarny korytarz dla cywilów. Bojówki Nkundy zgodziły się na utworzenie owego korytarza, którego z kolei patrolują żołnierze z mandatem MONUC. Dany korytarz pomocy humanitarnej odnosi się głównie do miejscowości Kanyabayonga i Kirumba w których od 10 dni nie było jakichkolwiek dostaw humanitarnych, ze względu na zajęcie przez rebeliantów.
24 listopada Laurent Nkunda wyraził chęć scalenia jego wojska z siłami rządu. Negocjator Olusegun Obasanjo uznał to jak pozytywny skutek rozmów pokojowych.
5 grudnia kongijski rząd zgodził się na pokojowe rozmowy z Laurentem Nkundą, przywódcą rebeliantów. Dotychczas rząd podczas trwania walk, nie chciał rozmawiać ze zbuntowanym generałem, określając go mianem „terrorysty” i „rwandyjskiej marionetki”. Owe rozmowy zaczęły się 8 grudnia w Kinszasie. Rząd zgodził się na rozmowy tak późno, ponieważ teraz widać, iż armia krajowa nie jest w stanie sobie poradzić z rebelią Nkundy. Tymczasem na froncie walk panuje względny pokój, gdzieniegdzie wybuchały sporadyczne walki między milicją Mai Mai a armią DR Konga.
Tymczasem 8 grudnia Ministrowie spraw zagranicznych UE nie uzgodnili możliwości rozpoczęcia unijnej misji w rejonie kongijskiej wojny. 5 grudnia o wysłanie unijnej misji wojskowej do DR Kongo zaapelował sekretarz generalny ONZ, Ban Ki-moon. W połowie grudnia ONZ wystosował raport do Komitetu ds. Sankcji Rady Bezpieczeństwa NZ. Raport oskarża władze Rwandy oraz Demokratycznej Republiki Konga o wspieranie rebeliantów w walce. rwanda dostarcza uzbrojenie i rekrutuje dzieci-żołnierzy na potrzeby rebeliantów Tutsi. 18 grudnia ponownie przedstawiciele rządu i rebeliantów spotkali się w Nairobi, by omówić kwestię pokojową.
22 grudnia ONZ zdecydowała jednogłośnie, przedłużyć o jeden rok mandat misji pokojowej w Demokratycznej Republice Kongo (MONUC). Nowy mandat misji, przyjęła Rada Bezpieczeństwa ONZ. Siły MONUC będą liczyć ok. 22 tysięcy żołnierzy, policjantów i obserwatorów.

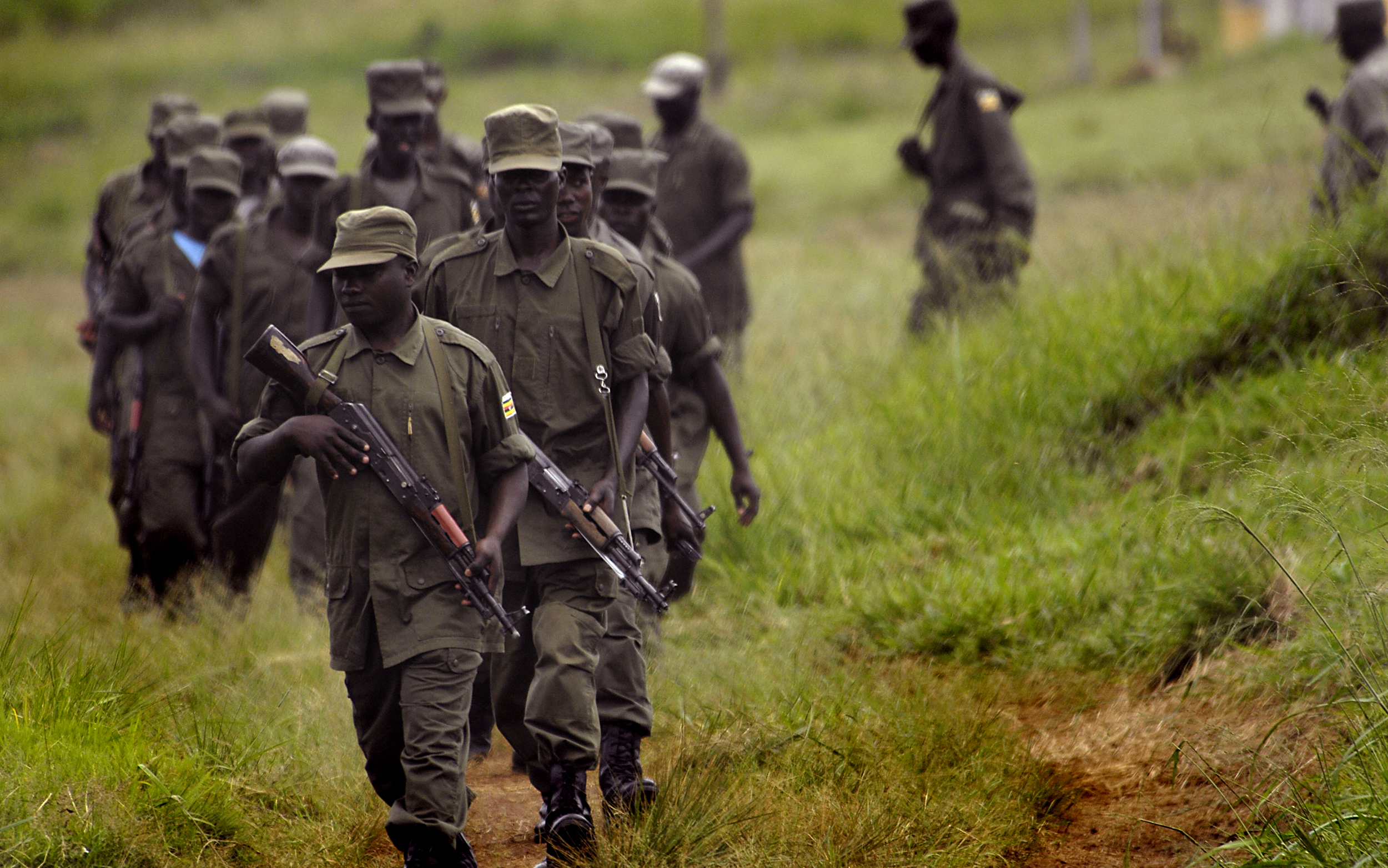
Ugandyjscy żołnierze w Garambie

14 grudnia 2008, połączone siły wojskowe rozpoczęły operacje pod kryptonimem '"Lightning Thunder”. Do 21 grudnia siły koalicji wyparły rebeliantów ze znacznej części terenów północnego Konga, a także zniszczyły ponad 70% obozów Armii Bożego Oporu na terenie tego kraju.
15 marca 2009 armia ugandyjska rozpoczęła nagłe wycofywanie z terenów Demokratycznej Republiki Konga. Było to wynikiem osiągnięcia porozumienia z wojskami DRK, które przejęły odpowiedzialność za sytuację w Garambie i zobowiązały się do zabezpieczenia tam bezpieczeństwa. Podczas ceremonii przekazania odpowiedzialności sekretarz generalny wojsk DRK gen. Didier Etumba Longila powiedział, że będą wspierać Ugandę w neutralizacji Armii Bożego Oporu. W wyniku wycofania się wojsk ugandyjskich, nie zostały osiągnięte cele operacji, czyli zniszczenie baz i struktur LRA w DRK. W wyniku ofensywy zginęło 146 rebeliantów oraz co najmniej 400 cywili. Straty wojsk koalicji nie są znane.

### 2009

#### Zmierzch rebelii Nkundy
4 stycznia 2009 Laurent Nkunda został obalony ze stanowiska dowódcy Narodowego Kongresu Obrony Ludu (CNDP). Generał Bosco Ntaganda podał, że zdecydowano się pozbyć Nkundy stanowiska z powodu „złego zarządzania” i „błędów w dowodzeniu”. Jednakże rzecznik Nkundy 6 stycznia podał iż Nkunda nadal stoi na czele bojówek, bo tego samego dnia po spotkaniu w szeregach bojowników CNDP, oficerowie przyznali lojalność Nkundzie. 8 stycznia dowódca rwandyjskich wojsk James Kabarebe spotkał się w Kinszasie z prezydentem DRK Kabilą, by omówić plan przeciw rwandyjskim rebeliantom z plemienia Hutu.
Z kolei 16 stycznia załamały się rozmowy pokojowe w trwające w Nairobi między rządem DRK a rebeliantami. W takim razie odbyło się bez podpisania oczekiwanego rozejmu. 20 stycznia do DRK wkroczyło ok. 2 tys. żołnierzy rwandyjskich. Wprowadzenie żołnierzy wcześniej uzgodniono w Kinszasie. Wojska pomagały zwalczać bojówki FLDR z plemienia Hutu na pograniczu Konga, z Rwandą. FLDR to Demokratyczne Siły Wyzwolenia Rwandy z którymi walczy rząd Rwandy.
22 stycznia generał Laurent Nkunda został zatrzymany i aresztowany w Rwandzie. W Rwandzie ukrywał się przed armią rządową Konga. Na początku lutego, kongijscy rebelianci domagali się aby rząd w Kinszasie udzielił im amnestii. Rebelianci z CNDP, deklarowali chęć zakończenia wojny.

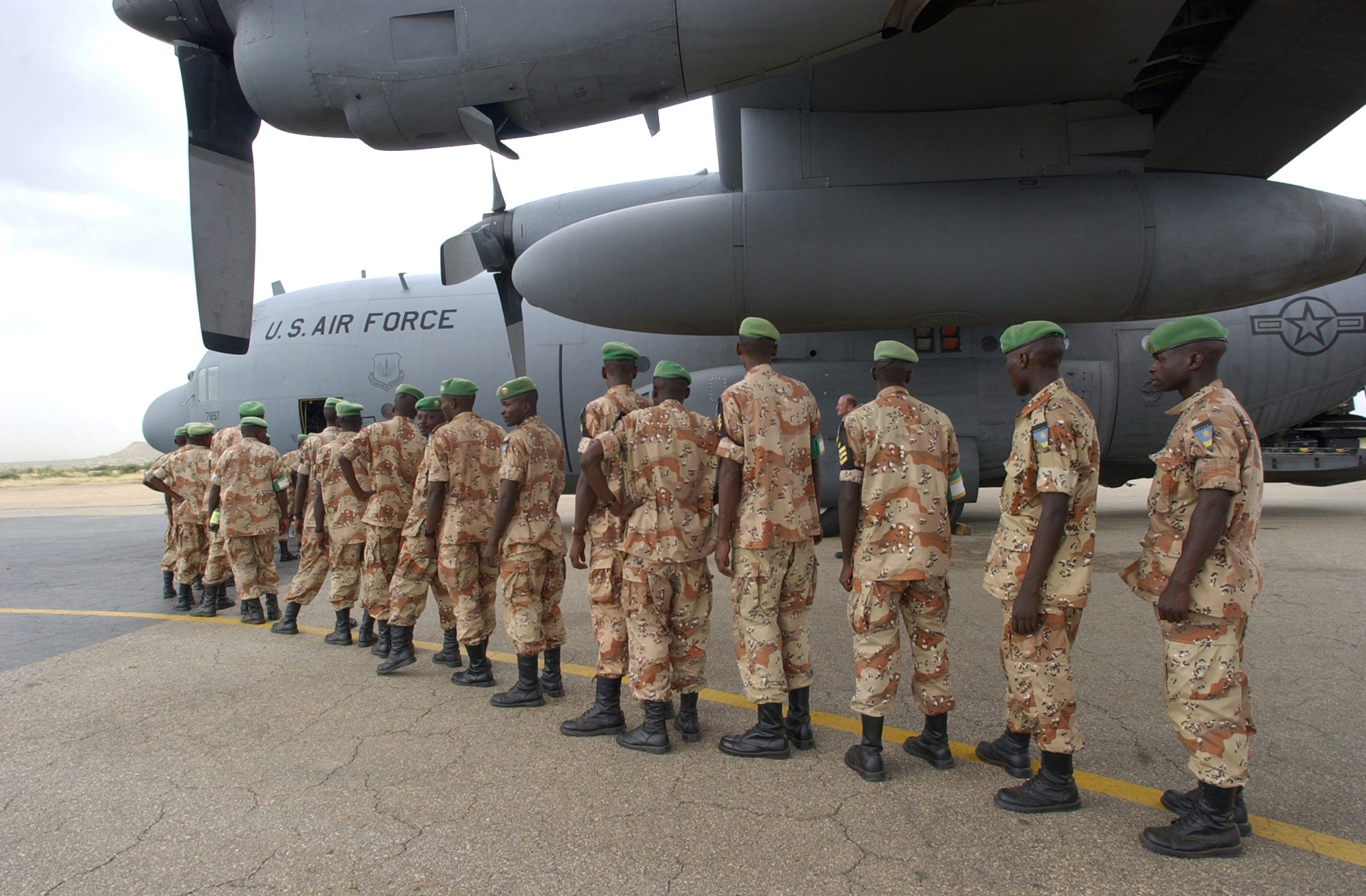
Rwandyjscy żołnierze

#### Ofensywa przeciwko rwandyjskim rebeliantom z Hutu
Po wkroczeniu wojsk Rwandy 20 stycznia rozpoczęła się ofensywa przeciwko bojówkom FLDR. Wszystko działo się za zgodą rządu w Kinszasie, który podkreślał, że te kolejne operacje to rozbrajanie ugrupowań rebelianckich w Kiwu. W walkach, które rozpoczęły się na dużą skalę 23 stycznia 2009 zginęło 153 bojowników, 5 kongijskich żołnierzy i 3 rwandyjskich. W walkach zginęło też 250 cywilów.
Bojówki Mai Mai, które walczył wspólnie z FLDR przeciwko Nkundzie 26 stycznia poinformowały, że zakończyły oficjalnie działania wojenne.
25 lutego wojska rwandyjskie wyszły z terytorium DKR. Główny cel ich misji – zniszczenie baz rebeliantów z plemienia Hutu – nie został jednak zrealizowany.
Wkroczenie wojsk Rwandy za zgodą Kinszasy komplikowało sytuację w Kiwu, bowiem rząd Rwandy oskarżany był przez DR Konga o wspieranie finansowe Narodowego Kongresu Obrony Ludu (CNDP) Nkundy. Formacje Mai Mai walczyły w jednym szeregu z bojownikami Demokratycznych Sił Wyzwolenia Rwandy (FLDR), zwalczane zresztą przez rząd Rwandy. FLDR zmagały się też z bojówkami Nkundy, uważanego za terrorystę przez rząd Demokratycznej Republiki Konga. Laurent Nkunda oskarżał rwandyjskich rebeliantów z FLDR o mordowanie członków plemienia Tutsi. Jakby tego było mało, rząd DR Konga razem z siłami ugandyjskimi walczył w prowincji przeciwko ugandyjskiemu ugrupowaniu wojskowemu Armia Bożego Oporu.

#### Porozumienie pokojowe
Rząd Demokratycznej Republiki Kongo podpisał 23 marca 2009 oficjalne porozumienie pokojowe z Narodowym Kongresem Obrony Ludu, kończąc tym samym konflikt w Kiwu. Porozumienie podpisano w Gomie, stolicy prowincji Północne Kivu. Postanowienia porozumienia przewidują m.in. przekształcenie CNDP w normalną partię polityczną, uwolnienie więzionych bojowników i amnestię dla wszystkich eks-rebeliantów.

### Rebelia M23 (2012-2013)

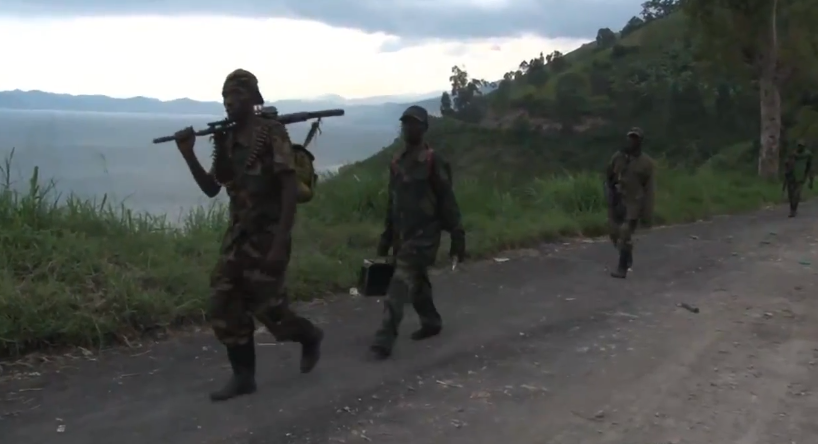
Partyzanci M23 wycofujący się z Gomy

23 marca 2012 w trzy lata od porozumień pokojowych, szef sztabu CNDP, generał w wojsku narodowym Bosco Ntaganda zbuntował się i uformował Ruch 23 Marca (M23). 4 kwietnia 2012 generał wraz z 300 żołnierzami zdezerterował w prowincji Kiwu. Doszło wówczas do walk z armią pod Rutshuru. W wyniku tego 11 kwietnia 2012 prezydent Kabila wydał nakaz aresztowania Ntagandy. Walki partyzanckie wybuchły w maju 2012. Z powodu nich 30 tys. cywilów uciekło do Ugandy. Ataki na miasta rozpoczęły się w lipcu 2012 po tym, jak wycofali się w Parku Narodowego Virunga, po zbombardowaniu ich stanowisk. 6 lipca 2012 po intensywnych walkach, ok. 600 żołnierzy kongijskich uciekło do sąsiedniej Ugandy. 8 lipca 2012 rebelianci zdobyli miasto Kiwanija oraz wioskę Rubare, z kolei dzień później odbili ważne strategiczne miasto Rusthuru.
Ponowna kampania rebeliantów wybuchła w listopadzie 2012. W czasie starć 17 listopada 2012 do akcji po stronie wojsk DRK włączyły się śmigłowce ONZ. Jednak nie powstrzymało to rebeliantów, którzy 20 listopada 2012 zajęli Gomę. Zajęcie Gomy przez rebeliantów poważnie zdestabilizowało sytuację w Kiwu, jak i całym kraju. Następnego dnia zajęli miasto Sake, ruszając następnie na stolicę prowincji Kiwu Południowe – Bukavu. Jednakże po międzynarodowej mediacji, rebelianci wycofali się pod koniec listopada 2012 z Gomy, dając czas władzom na spełnienie ich żądań.
24 lutego 2013 w etiopskiej stolicy Addis Abebie miały udział rozmowy, które zakończyły się podpisaniem przez liderów krajów Wielkich Jezior porozumienia pokojowego dla wschodniej części Demokratycznej Republiki Konga. Sygnatariuszami porozumienia byli prezydenci DRK (Joseph Kabila), Angoli (José Eduardo dos Santos), Burundi (Pierre Nkurunziza), Republiki Środkowoafrykańskiej (François Bozizé), Republiki Konga (Denis Sassou-Nguesso), Rwandy (Paul Kagame), Republiki Południowej Afryki (Jacob Zuma), Sudanu Południowego (Salva Kiir Mayardit), Tanzanii (Jakaya Kikwete), Ugandy (Yoweri Museveni) i Zambii (Michael Sata). Świadkiem podpisania umowy był Sekretarz Generalny ONZ Ban Ki-moon. Dokument pozwalał 2500-osobowej brygadzie interwencyjnej wojsk MONUSCO brać udział w walkach z zorganizowanymi ugrupowaniami rebelianckimi. Wówczas siły oenzetowskie w Kiwu liczył 17 tys. żołnierzy z możliwością rozszerzenia kontyngentu do 19,8 tys. żołnierzy.
W czasie rokowań w Kampali i Addis Abebie doszło do wewnętrznego rozłamu wśród ugrupowania M23. Przeciwko Bosco Ntagandzie i biskupowi Jean-Marie Runiga Lugerero, będącemu przywódcą politycznym M23, wystąpił Sultani Makenga wraz ze swoimi poplecznikami. Przyczyną napięcia wśród buntowników były odmienne stanowiska co do wycofania się z Gomy i toczących się wówczas rozmów pokojowych. Bosco Ntaganda ponownie chciał przejąć kontrolę nad Gomą, z kolei Makenga był ostrożniejszym dowódcą, który był skory przyjąć porozumienie z Addis Abeby. Runiga Lugerero oskarżył Makengę o układ z Kabilą i misję pojmania dowódców M23, w wyniku czego na przełomie lutego i marca 2013 doszło do bratobójczych walk między rebeliantami pod Gomą. W wyniku bratobójczego konfliktu Ntaganda oddał się do dyspozycji ambasady USA w Kigali 18 marca 2013.
Po przejęciu władzy w M23 przez Makengę, organizacja militarna była skora do rokowań pokojowych. I tak w 2013 działania wojenne przeplatały się rozmowami w Kampali. W międzyczasie ONZ powołało Brygadę Interwencyjną licząca 3 tys. żołnierzy z Malawi, Tanzanii i Republiki Południowej Afryki, która na przełomie października i listopada 2013 rozbiła partyzantów, którzy ogłosili zakończenie działań wojennych.

## Skutki konfliktu
Z powodu ciągłych niepokojów w regionie oraz nasilających się walk doszło do masowych ucieczek ludności cywilnej. Szacuje się, że swoje domostwa opuściło ok. 800 tysięcy osób. Uciekinierom brakuje wody, żywności i leków, co powoduje wzrost ryzyka wybuchu epidemii.

## Reakcje międzynarodowe
O wypracowanie trwałego porozumienia zabiegają głównie politycy z państw Unii Europejskiej, m.in. Bernard Kouchner, David Miliband, Louis Michel oraz Gordon Brown. Swojego specjalnego wysłannika do DR Konga mianował sekretarz generalny ONZ Ban Ki-moon – został nim były prezydent Nigerii Olusẹgun Ọbasanjọ. O wysłaniu 1200-osobowego batalionu Gurkhów w rejon konfliktu postanowiły władze Indii. Na początku listopada doszło do spotkania przywódców państw afrykańskich w Nairobi.
W związku z katastrofą humanitarną o pomoc do społeczności międzynarodowej zaapelowali też przedstawiciele UNICEFu. 3 listopada do miasta Rutsuhuru dotarł pierwszy konwój ONZ z pomocą humanitarną.